# Orędzie Kardynała Prymasa do ludności katolickiej Ziem Odzyskanych

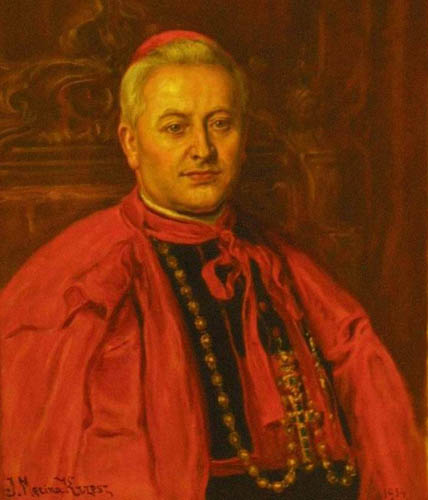
August Hlond

Orędzie Kardynała Prymasa do ludności katolickiej Ziem Odzyskanych – orędzie wystosowane przez prymasa Polski Augusta Hlonda 24 maja 1948 do polskiej ludności katolickiej zamieszkałej na Ziemiach Odzyskanych.
Napisanie orędzia wiązało się z akcją przeciwko Kościołowi katolickiemu w Polsce podjętą przez władze komunistyczne w następstwie listu wystosowanego przez papieża Piusa XII do biskupów niemieckich nawiązującego do losów Niemców wysiedlanych po II wojnie światowej m.in. z polskich Ziem Odzyskanych. Orędzie dementowało preparowane przez komunistów informacje, jakoby Kościół popierał lansowaną przez niemieckie środowiska rewizjonistyczne tezę o konieczności zmian granic państwa polskiego (przywrócenia granic sprzed 1939) oraz kwestionował polskość Ziem Zachodnich. Kardynał Hlond napisał m.in.: W Polsce katolicyzm jest wiarą narodu i religią mas. W każdej doli był Kościół z ludem polskim, a lud z Kościołem. Toteż, gdy wybiła godzina równania rachunków stuleci, a Wy, Kochani Bracia i Siostry, ruszyliście z wszystkich dzielnic polskich i zza granicy, by się osiedlać na piastowskich ziemiach nadodrzańskich, na pomorskich wyżynach i wybrzeżach, na Warmii zielonej i nad mazurskimi jeziorami – szedł z Wami Kościół. Wezwał do ugruntowania na Ziemiach Odzyskanych polskiego i kościelnego życia - napisał: To co tworzycie ma się ustalić na wieki. Zwrócił też uwagę wiernych, by nie dawali się zwodzić, co do tego, że Kościół miałby mieć wątpliwości, co do polskości tych ziem. Poruszył też sprawę stanowiska papieża: Polska nie potrzebuje się obawiać obojętności, a tym mniej umy ze strony Stolicy świętej (przytoczył kilka dokumentów papieskich odnoszących się do sytuacji Polski i Polaków).